# Culicoides
Culicoides ist eine Gattung der Gnitzen (Familie Ceratopogonidae) mit fast weltweiter Verbreitung. Mit 1343 rezenten Arten (plus 44 nur fossil in Bernstein nachgewiesenen, Stand 2014) ist es die artenreichste Gattung der Gnitzen, die allein etwa ein Fünftel ihrer Arten enthält. Die Arten der Gattung sind schwer bestimmbar, sie enthält zahlreiche morphologisch kaum unterscheidbare Kryptospezies und es werden zahlreiche noch unbeschriebene Arten vermutet, insbesondere in tropischen Breiten. Weibchen von Culicoides sind meist Blutsauger an Wirbeltieren, einschließlich des Menschen und seiner Haustiere. Sie haben besondere Aufmerksamkeit gefunden als Vektor zahlreicher Krankheiten, darunter die Blauzungenkrankheit der Schafe.

## Merkmale

### Imagines
Bei Culicoides handelt sich um sehr kleine Mücken mit einer Körperlänge zwischen 1 und 3 Millimeter. Die Imagines ähneln im Habitus zahlreichen anderen Mücken wie zum Beispiel den (recht nahe verwandten) Zuckmücken (Chironomidae). Der Kopf der Mücken trägt große Facettenaugen, die große Teile des Kopfs einnehmen, diese sind auf der Kopfoberseite einander genähert oder moderat weit getrennt, oder sie stoßen direkt aneinander. Wie bei allen Culicomorpha fehlen die Ocellen. Die Antennen sind relativ lang, sie bestehen aus den beiden Grundgliedern (wobei der Scapus sehr klein und vom Pedicellus verdeckt ist) und einer Antennengeißel aus 13 Segmenten. Das letzte Geißelglied ist abgerundet bis zugespitzt, trägt aber niemals ein abgesetztes Spitzchen (Unterschied zu Forcipomyia). Nur bei den Männchen tragen die Geißelglieder quirlförmig angeordnete Ringe aus sehr langen Haaren (Setae), diese sitzen in der Regel an den Geißelgliedern bis zum zehnten und sind länger als der Durchmesser des zugehörigen Fühlerglieds, sie stehen in der Regel nicht senkrecht ab, sondern sind etwas nach vorn gerichtet. Am ersten Geißelglied sitzen in der Regel zwei solcher Ringe aus Setae. Diese Setae können bei wenigen Arten auch fehlen.
In beiden Geschlechtern trägt der Kopf einen Saugrüssel, der bei den Weibchen der meisten Arten als Stechrüssel eingesetzt wird. Der Stechrüssel wird gebildet aus dem gezähnten Labrum, den Mandibeln, dem Hypopharynx, den Laciniae der Maxillen und dem Labium. Die vorn sägeförmigen Mandibeln sind ineinander verfalzt und wirken beim versetzten Vor- und Rückziehen als Stechborsten. Die Oberseite der Mandibeln bildet mit dem Labium ein Rohr für das Blut, seine Unterseite mit dem nadelförmigen Hypopharynx eine Rinne für den Speichelfluss. Maxillen und Labium dienen als Hüll- und Stützstrukturen, wobei die Laciniae in die Wunde mit eingeführt werden. Seitlich zum Rüssel sitzen die als Sinnesorgane dienenden, langen, fünfgliedrigen Maxillarpalpen.
Der Thorax ist auf der Oberseite gewölbt (buckelförmig) und überragt den Kopf. Er trägt die drei Beinpaare und die Flügel. Die Flügel besitzen bei der Gattung bei fast allen Arten ein auffallendes Zeichnungsmuster auf hellen und dunklen Flecken, das durch aufsitzende, etwas schuppenförmig verbreiterte dunkle Haare gebildet wird. In vielen Fällen beruht die Bestimmung der Arten, und selbst der Untergattungen, auf dieser Flügelzeichnung. So wurde etwa ein Bestimmungsschlüssel der spanischen Arten anhand der Flügelzeichnung aufgestellt. Die Beine besitzen wenig Besonderheiten. Die Tarsen sind fünfgliedrig, die Krallen sind nur schwach gekrümmt (im Unterschied zu Forcipomyia) und untereinander gleich groß, sie tragen kein Haftpolster (Empodium). Die Tibien der Vorderbeine, wie auch der Hinterbeine, besitzen einen gut entwickelten Sporn und außerdem kammförmige Borstenreihen, die als Putzeinrichtung dienen.
Der Hinterleib besteht aus zehn Segmenten. Meist sind die dorsalen Sklerite (Tergite) stärker sklerotisiert als die ventralen Sternite, so dass die Oberseite dunkel und Unterseite hell erscheint. Die Pleuren sind membranös, wodurch sich der Hinterleib bei der Nahrungsaufnahme ausdehnen kann. Im Inneren des Hinterleibs sind bei den Weibchen eine bis drei Spermathekae vorhanden, deren Form manchmal bei der Artbestimmung hilfreich ist. Die Männchen tragen am Hinterleibsende einen Begattungsapparat mit zwei Gonopoden, der zahlreiche artspezifische Merkmale aufweist.

### Larven
Die Larven von Culicoides-Arten erreichen etwa 4 bis 7 Millimeter Länge. Sie leben aquatisch am Grund und in der Uferzone von Gewässern oder semiaquatisch in anderen, wassergesättigten Substraten wie Torf und Dung. Es handelt sich um weiß, gelblich oder grau gefärbte, glatte, langgestreckt wurmförmige, meist relativ hart sklerotisierte und erkennbar segmentierte Tiere ohne Extremitäten oder irgendwelche Spuren davon. Sie besitzen keine offenen Stigmen. Der Körper besteht aus der gut erkennbaren, freien Kopfkapsel, drei Rumpf- und neun Abdominalsegmenten. Der Kopf ist vorgestreckt mit nach vorn zeigenden Mundwerkzeugen (prognath). Im Inneren ist ein großes, stark sklerotisiertes Organ, als Pharyngealkomplex bezeichnet, vorhanden, das nach außen durchscheint; es dient zum Zermahlen der Nahrung. Die Mundwerkzeuge sind relativ kurz und arbeiten eher parallel als gegeneinander. Die Antennen sind kurz und unauffällig, sie sind viersegmentig. An der Seite des Kopfs sind zwei dunkle Augenflecken zu sehen, die durch die Kutikula durchschimmern, es sind keine äußeren Strukturen wie Linsen ausgeprägt. Der Kopf ist durch einen verschmälerten, nackenförmigen Sklerit etwas vom Rumpf abgesetzt. Der Körper trägt mit Ausnahme der Kopfkapsel nur sehr kurze, unauffällige Setae, die bei einfacher oder Lupenbetrachtung gar nicht erkennbar sind.
Die Larven von Culicoides sind normalerweise nicht bis zur Art bestimmbar und auch von anderen Gattungen der Ceratopogoninae kaum sicher unterscheidbar. Gegenüber den Larven einiger anderer Gattungen sind sie daran unterscheidbar, dass die Borsten (Setae) der Kopfoberseite einfach, nicht federförmig oder büschelig geteilt, sind. Es sind von gut 10 Prozent der Arten bisher die Larvenstadien bekannt und beschrieben worden.
Culicoides besitzt vier Larvenstadien.

### Puppen
Die Puppen der Gattung sitzen bei den aquatischen Arten in der Uferzone, so dass sie mit ihren Atemhörner genannten Fortsätzen Luft atmen können. Sie sind an den harten Untergrund angeheftet. Die Puppen von Culicoides sitzen frei, ohne dass der Hinterleib in die letzte Larvenhaut als Exuvie eingehüllt wäre. Die Spitze des Abdomens trägt zwei dornartige Fortsätze (niemals paddelartig verlängerte wie bei vielen Zuckmücken). Das dritte Beinpaar ist normalerweise unter die Flügelscheiden eingeschlagen, so dass nur seine Spitze sichtbar ist. Die Atemhörner der Puppen sind ungeteilt und einfach, nur schwach pigmentiert, lang, und tragen am Ende eine einfache Reihe aus zahlreichen Stigmen. Sie besitzen fast immer eine Oberflächenskulptur aus Schuppen oder schmalen Ringeln. Die Abdominalsegmente besitzen keine Drüsenfelder auf der Bauchseite. Ihr Metathorax ist durch eine Naht auf der Dorsalseite vollständig geteilt.

## Ökologie und Lebensweise
Die Larven von Culicoides bewegen sich mit charakteristischen, schlängelnden Bewegungen durch das bewohnte Substrat, die wasserlebenden Arten sind mit ähnlichen Bewegungsmuster recht gut schwimmfähig. Sie sind agil und schnell. Die meisten Arten leben, soweit bekannt, in kleinen, auch temporären, tümpelartigen Gewässern und in der Uferzone von Fließgewässern. Einige, auch ökonomisch bedeutsame Arten bevorzugen aber besondere Habitate wie Salzmarschen der Meeresküsten, Jauchegruben oder wassergefüllte Höhlungen in Baumstämmen. Culicoides obsoletus und Culicoides scoticus wurden in Mais-Silage, eine Reihe von Arten, darunter Culicoides dewulfi und Culicoides chiopterus in Dung von Wiederkäuern gefunden; diese Arten vermögen also Haustiere auch fern von Gewässern zu stechen und ggf. zu infizieren. Die Entwicklungsdauer beträgt, je nach Art und klimatischen Bedingungen, etwa zwei bis zehn Wochen. Im temperaten Klima Mitteleuropas überwintern aber oft die Larven, was die Entwicklungszeit entsprechend verlängert. Für die Larven wird meist räuberische Lebensweise angegeben, zumindest einige Arten ernähren sich aber offensichtlich auch von Detritus, Algen oder zersetzten Pflanzenresten.
Die imaginalen Mücken leben meist in der Nähe der Larvenlebensräume, meist Gewässer, von denen sie sich nur selten weiter entfernen; gelegentlich können sie aber durch Wind über weite Strecken verweht werden. Hier suchen die Weibchen nach Wirten zum Stechen. Bei wenigen Arten erfolgt im imaginalen Stadium keine Nahrungsaufnahme mehr, die Mundwerkzeuge sind teilweise etwas zurückgebildet und nicht mehr stechfähig. Wenige Arten stechen andere Insektenarten und saugen deren Hämolymphe. Die Mehrzahl der Arten saugen aber Blut bei Wirbeltieren. Die Wirte werden überwiegend chemisch geortet, wobei Kohlenstoffdioxid-Sensoren von besonderer Bedeutung sind. Die Wirtsspezifität fast aller Arten ist unbekannt, da fast nur Stiche bei Menschen und Haustieren registriert werden und das weitere Wirtsspektrum fast nie erfasst wird. Die Blutmahlzeit dient dabei fast ausschließlich der Bildung von Eiern, sie ist für die Ernährung der Mücke selbst nicht notwendig. Einige Arten können zumindest ein Gelege auch ohne Blutmahlzeit legen. Sie schaffen mit Blut, wie die anderen Arten, mehrere Eiablagen.
Die Männchen sind als Blütenbesucher bekannt und ernähren sich vor allem von Nektar. Sie bilden Schwärme über Bäumen und Büschen, die bei der Geschlechterfindung helfen, an dieser sind auch Pheromone beteiligt.
Die Mücken sind überwiegend in der Dämmerung aktiv, wenige aber auch den ganzen Tag über. Im gemäßigten Klima fliegen die meisten Imagines im Frühjahr, Imagines sind aber ganzjährig anzutreffen. Je nach Art sind eine oder mehrere Generationen pro Jahr bekannt.

## Übertragung von Krankheiten
Die blutsaugenden Weibchen zahlreicher Culicoides-Arten sind als Vektoren von Krankheitserregern, vor allem von Haus- und Nutztieren, bekannt. In Mitteleuropa ist die von Viren verursachte Blauzungenkrankheit hier besonders bekannt geworden, weil diese Krankheit früher nur weiter südlich auftrat und erst seit etwa 2006 auf Mitteleuropa übergriff. Vermutlich geht die Infektion nicht auf eine allmähliche Ausbreitung, etwa aus klimatischen Gründen, sondern auf Einschleppung aus einer weit entfernten Region durch Transporte zurück. Entgegen falschen Presseberichten ist auch die Gattung Culicoides nicht etwa neu eingewandert, sondern schon immer in Mitteleuropa heimisch gewesen (tatsächlich neu eingewandert ist die Art Culicoides imicola, die heute aber nicht mehr als wesentlicher Vektor in Mitteleuropa gilt). Die Mücken übertragen nachweislich mehr als 50 weitere zu den Arboviren gehörende Krankheitserreger, von denen das mit dem Akabane-Virus nahe verwandte sogenannte Schmallenberg-Virus durch sein plötzliches neues Auftreten in Mitteleuropa (Sauerland) für Schlagzeilen sorgte. Weiter Infektionskrankheiten sind sowohl in Europa wie auch weltweit bekannt. Neben Viren werden auch Filarien und Protozoen (z. B. der Gattungen Haemoproteus, Hepatocystis und Leucocytozoon) durch Culicoides übertragen.

## Taxonomie und Verbreitung
Innerhalb der großen Gattung wurden 31 Untergattungen unterschieden, die aber nur knapp zwei Drittel der bekannten Arten umfassen. Bei den restlichen Arten ist die Zugehörigkeit zu einer Untergattung unklar oder konnte von den Beschreibern der Art nicht angegeben werden. Ein Katalog der weltweiten Fauna wurde von Art Borkent vom Royal British Columbia Museum aufgestellt und wird online regelmäßig ergänzt. Wegen der ökonomischen Bedeutung der blutsaugenden Weibchen beruht die Taxonomie der Gattung fast ausschließlich auf Weibchen-Merkmalen, obwohl in den meisten Fällen die Männchen besser bestimmbar sind. Bestimmung der Arten mit molekularen Methoden wie DNA-Barcoding ist begonnen worden, steht aber noch in den Anfängen. Ein wesentliches Problem sind hier falsch bestimmte Referenzangaben. Einen Überblick über Bestimmung und Bestimmungsmethoden in der Gattung bietet Culicoides Latreille (Diptera: Ceratopogonidae) taxonomy: Current challenges and future directions von Harrup und Kollegen.
Culicoides-Arten leben in allen Klimazonen und auf allen Kontinenten außer Antarktika. In Deutschland sind etwa 60 Arten der Gattung nachgewiesen

### Arten (Auswahl)
- Culicoides imicola
- Culicoides impunctatus